# Hadena suffusa
Hadena suffusa là một loài bướm đêm trong họ Noctuidae.